# Suneel Darshan
Suneel Darshan to bollywoodzki reżyser, scenarzysta i producent filmowy. Brat reżysera Dharmesh Darshana. Wyprodukował jego debiut filmowy Lootere i Wiem, czym jest miłość. Najpopularniejsze filmy Więzy miłości i Dosti: Friends Forever. W jego filmach często gra Akshay Kumar.

## Filmografia
| Rok  | Film                        | Role                             |
| ---- | --------------------------- | -------------------------------- |
| 1988 | Inteqam                     | producent                        |
| 1993 | Lootere                     | producent                        |
| 1996 | Ajay                        | reżyser, scenarzysta i producent |
| 1999 | Bestia                      | reżyser i producent              |
| 2001 | Więzy miłości               | reżyser, scenarzysta i producent |
| 2002 | Wiem, czym jest miłość      | producent                        |
| 2003 | Talaash: The Hunt Begins... | reżyser, scenarzysta             |
| 2003 | Andaaz                      | producent                        |
| 2005 | Deszcz                      | reżyser, scenarzysta i producent |
| 2005 | Przyjaźń na zawsze          | reżyser, scenarzysta i producent |
| 2006 | Jesteś moją miłością        | reżyser, scenarzysta             |
| 2007 | Shakalaka Boom Boom         | reżyser, scenarzysta i producent |